# Rhaphidostegium conterminum
Rhaphidostegium conterminum är en bladmossart som beskrevs av Ferdinand François Gabriel Renauld och Jules Cardot 1905. Rhaphidostegium conterminum ingår i släktet Rhaphidostegium och familjen Sematophyllaceae. Inga underarter finns listade i Catalogue of Life.